# Body (chanson)
Pour les articles homonymes, voir Body.
Singles de The Jacksons
Torture
(1984) Nothin' (That Compares 2 U)
(1989)
Pistes de Victory
The Hurt
(7)
Body est le troisième single extrait de l'album Victory du groupe The Jacksons, sorti à la fin de l'année 1984. Ce dernier a rencontré un succès moindre que les deux précédents, à savoir Torture et State of Shock. Le titre a fait l'objet d'un clip.
Les paroles de la chanson évoquent une fille, et plus spécialement son corps (« body » en anglais), dont le chanteur est tombé amoureux et qu'il voudrait ramener chez lui.

## Clip
La vidéo met en scène Marlon et ses frères (exceptés Michael et Jermaine) recrutant des danseuses pour leur clip et se termine par une danse.      

## Crédits
- Musique écrite et composée par Marlon Jackson.
- Voix principale : Marlon Jackson.
- Chœurs : Jackie Jackson, Marlon Jackson, Michael Jackson, Randy Jackson et Tito Jackson.
- Musique arrangée par Marlon Jackson et John Barnes.
- Mixée par Billy Buttrell à Soundcastle Studios.